# Белла Гот
Белла Гот (англ. Bella Goth) до брака — Белла Холостякки (англ. Bella Bachelor) — персонаж игр серии The Sims. Появляется в каждой части наряду со своим мужем Мортимером Готом. Является одним из самых узнаваемых персонажей-симов. Квест с исчезновением Беллы Гот в The Sims 2 стал причиной ажиотажа среди игроков и породил большое количество теорий исчезновения персонажа, которые долгое время выступали одной из любимых тем фанатов The Sims на тематических форумах.

## Создание
Белла является одним из заметных персонажей вселенной The Sims. Готы изначально задумывались, как «очень загадочная семья». Уилл Райт, создатель The Sims называл Беллу «своего рода шлюхой», этот образ повлиял на конечный дизайн персонажа. При создании The Sims 2, разработчики хотели добавить некоторых базовых персонажей из первой части и условно сохранить временную шкалу с идеей того, что «прошло примерно 20 лет и за это время произошли крайне важные события». Вокруг идеи исчезновения Беллы со слов Линдсей Пирсон, одной из разработчиц остаётся много таинственности; «Почему Белла исчезла, никто не знает, что случилось, неужели она сбежала с Доном Лотарио? Неужели её похитили? За возможными ответами скрывалось много забавной фантазии».
Изначальная идея заключалась в том, что она сбежала и оказалась в Китежграде в качестве одного из NPC, живущего в городе. Тем не менее Линдсей Пирсон допустила сбой параметров при прописывании персонажа, таким образом в городе появлялась «не совсем правильная версия» Беллы с немного другой внешностью и без памяти. Линдсей не ожидала, что подобная ошибка станет поводом для ажиотажа среди игроков.
Разработчики через 20 лет после выпуска The Sims признались, что фактически семья Гот, главным образом Белла стала «главными» персонажем во вселенной игр The Sims и культовой в среде фанатов серии.
В The Sims 4, в 2022 году, через 8 лет после выхода игры дизайн Беллы был изменён, в том числе утемнён цвет её кожи, как и её детей. Данное обновление стало ответом на критику некоторых игроков, обвинявших создателей в «побелке» персонажа. Тем не менее новый дизайн встретил смешанные оценки у игроков, если одна часть игроков оценила новую внешность, то другая часть сочла лишним изменение черт лица Беллы, называя это нарушением канона. Тем не менее больше всего споров вызвал её сын Александр Гот, чей новый дизайн игроки сочли откровенно уродливым.

## Описание
Белла — одна из базовых персонажей, которая появляется во всех играх серии The Sims. Её имя с итальянского переводится, как красавица. Она — молодая стройная женщина со смуглой кожей и длинными чёрными волосами. Носит характерное красное платье. Замужем за Мортимером Гот и имеет дочь Кассандру. Семья Гот живёт в крупном и «мрачном» викторианском особняке. В The Sims 2, где события условно происходят через два десятилетия в Новосельске, Белла родила ещё сына Александра и исчезла при таинственных обстоятельствах. В The Sims 3, Белла является ребёнком, носит фамилию Холостякки, живёт в Сансет Велли со своими родителями — Шимусом и Джокасто и находится в дружеских отношениях с маленьким Мортимером. Также отсылка к Белле появляется в загружаемом инопланетном городке Лунар Лейкс, где можно увидеть могилу умершей от старости Беллы. Игра The Sims 4 предлагает альтернативную линию, где Белла с Мортимером благополучно растят двух детей в Виллоу Крик. При этом персонажа можно встретить блуждающей в каждом городке, в отличие от других неигровых симов, которые почти всегда блуждают в городах, в которых живут. Так как игры The Sims нелинейны, у персонажа нет сюжетной линии, игрок может сам решать дальнейшее развитие истории Беллы.
В большинстве локализаций игр The Sims, персонаж называется по иному, например в испанской версии это Elvira Lápida, в польской — Majka Ćwir, в итальянской — Daniela Alberghini, немецкой — Julia von Spinnweb, французской — Sonia Gothik, датской — Cora van de Kerkhof, финской — Johanna Goottila. Остальные локализации сохраняют по крайней мере оригинальные имя или фамилию.

### Исчезновение
Согласно предыстории семьи Гот в The Sims 2, Белла Гот была похищена при таинственных обстоятельствах. Игра даёт несколько теорий и подсказок относительно того, что могло произойти с женщиной. В частности перед похищением Белла тайно встречалась с Доном Лотарио и исчезновение произошло в его доме. Лотарио также находится в романтических отношениях с сёстрами Гонгадзе, мечтающими заполучить наследство Мортимера Гота. Тем не менее последнее изображение Беллы подсказывает, что она была похищена инопланетянами. В другом базовом городке The Sims 2 — Китежграде, где живут бок о бок люди и инопланетяне, в качестве NPC гуляет персонаж по имени Белла Гот, однако полностью лишённая памяти и без родственников в семейном древе.
Белла Гот появляется в PSP-версии The Sims 2, чья вселенная является частью канона The Sims 2. Она укрывается в магазине от пришельцев, которые похитили её, а также продаёт дом управляемому игроком персонажу. От Беллы можно узнать некоторые её секреты, например, что она никогда не любила Мортимера и вышла замуж из-за денег, тем не менее решила остаться у него жить из-за бесплатного кабельного телевидения. Также, что она владеет кунг-фу. Однако в The Sims Social утверждается, что Белла после событий с похищением лишилась воспоминаний и пытается понять, кто она такая, но не находит ответов и переезжает в городок Литтлхейвенс (основное место действия в Sims Social).

## Прочие появления
Белла Гот также появляется в консольных версиях игр The Sims, The Sims 2 и The Sims Bustin’ Out, где выступает одним из не игровых персонажей. В PSP-версии The Sims 2 Белла была похищена инопланетянами и скрывается от них в Китежграде. Белла появляется в качестве NPC, помогающей безумному учёному в The Sims Bustin’ Out. Также Белла присутствует в игре The Sims Social в качестве соседки управляемого игроком персонажа и выступает в роли подсказчика. Также Белла появляется в качестве не игрового персонажа в The Sims Mobile и выступает в роли обучающего персонажа для новичков.

## Восприятие
Редакция TheGamer назвала историю Беллы самой главной загадкой, о которой пожалуй знает каждый игрок, увлекающийся играми The Sims. История с исчезновением Беллы породило множество теорий среди фанатов от похищения и убийства вплоть до похищения инопланетянами. Журналист The Tap назвал Беллу «иконой» видеоигр и самым легендарным персонажем в The Sims.
Петрана Радулович из Polygon назвала запутанную историю с исчезновением Беллы самой потрясающей в истории The Sims. Она вызвала в своё время ажиотаж среди поклонников игры The Sims 2, пытающихся вернуть Беллу в семью, которые затем рассказывали о своём опыте в LiveJournal и WordPress или рассказывали свои интерпретации истории в виде фанфиков. Ямилия Авендано из Twinfinite назвала историю с исчезновением Беллы одной из лучших таинственных событий в сюжетах видео-игр, сама же Белла по мнению Ямилии является персонажем-брендом игр The Sims. Редактор Gamezone назвал Беллу и Мортимера «лучшими симами всех времён».
Патриция Хернандез из Kotaku назвала семью Гот одной из самой знаковых, «о которой игра тебе не рассказывает». Редактор заметила, что даже в The Sims 4 семья выглядит таинственной, мрачной и снобистской. Несмотря на то, что квест с исчезновением Беллы из The Sims 2 был уже достаточно стар, чтобы многие игроки о нём больше не помнили, машинима с реинтерпретацией похищения Беллы, снятая в 2014 году фанатом игры Реми Марочелли вызвала снова ажиотаж среди игроков The Sims 4 и вдохнула в историю новую жизнь. Редакция журнала Vice привела Беллу в качестве примера вымышленного женского персонажа с «Big Dick Energy» — человека, который ведёт себя уверенно и непринуждённо, но одновременно не обладает высокомерием и притягивает к себе других людей. Профессор Миа Консальво из университета Огайо, США приводит Беллу в пример изображения традиционной сексуальности на западе с её концепцией, что брак — это не навсегда и он не моногамен.
Отдельное мнение оставил автор «Игромании» касательно маленьких Беллы и Мортимера из The Sims 3, заметив, что по идее в их городке техническое развитие должно было быть на уровне 60-х годов, однако в домах стоят персональные компьютеры, что является анахронизмом.
Американская актриса Джессика Уильямс назвала семью Гот своей любимой управляемой семьёй в The Sims.